# George Psalmanazar
George Psalmanazar (1679 ? – 3 mai 1763) est un imposteur qui a prétendu être le premier Formosan à visiter l'Europe.
D'origine française, il fit carrière à Londres, où il publia en 1704 un ouvrage qui eut grand succès et qui fit autorité durant tout le XVIIIe siècle : la Description historique et géographique de l'île de Formose. Il y inventait un alphabet, une grammaire, une langue et des coutumes purement imaginaires. 
Pendant quelques années il réussit à convaincre nombre de gens en Grande-Bretagne, mais fut forcé par la suite d'avouer qu'il avait menti. Il écrivit alors des Mémoires, édités à titre posthume par Samuel Johnson, où il relata les détails de ses mystifications.

## Une carrière d'imposteur

### Premières années

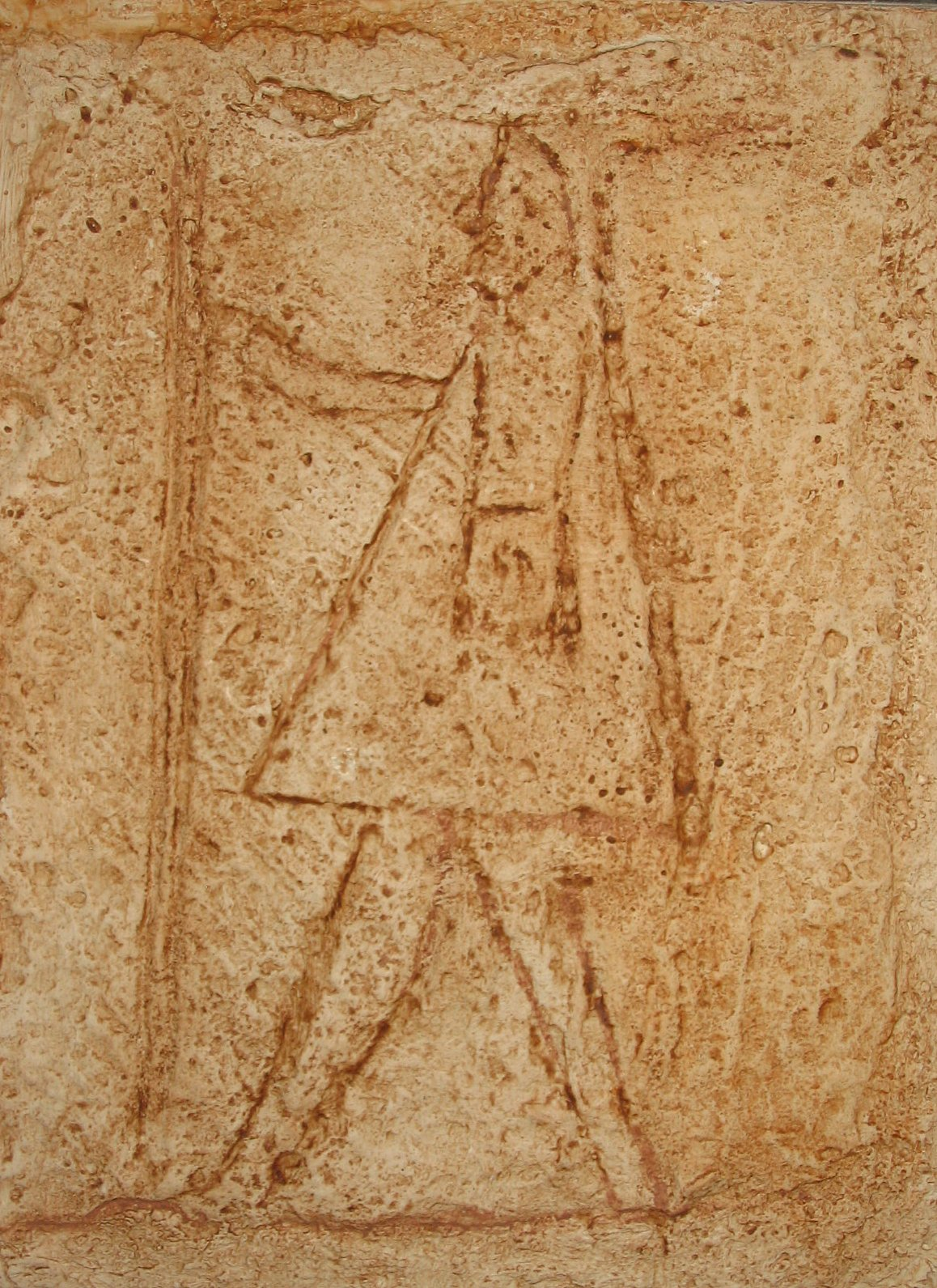
Un pèlerin (graffiti anonyme).

Bien que Psalmanazar ait obscurci à dessein nombre de détails de sa jeunesse, on pense qu'il est né de parents catholiques dans le Sud de la France, « entre Marseille et Avignon », à une date située entre 1679 et 1684,. On ignore aujourd'hui encore son véritable nom. Il se pourrait que l'auteur de la préface de l'édition française, N.F.D.B.R. soit Psalmanazar lui-même. Il fut élève dans une école de jésuites et prétendait qu'il avait été une sorte d'enfant prodige, arrivant à parler et écrire couramment en latin et en grec à l'âge de huit ou neuf ans, mais qu'il avait arrêté ses études car elles l'ennuyaient.
Pour voyager en France de façon sûre et à peu de frais, il décida de faire semblant d'être un pèlerin irlandais en route vers Rome. Il s'était fabriqué un faux passeport et avait volé une cape et un bâton de pèlerin dans la sacristie d'une église de campagne, mais il dut bientôt constater qu'il était difficile de tenir son personnage, du fait que beaucoup de gens qu'il rencontrait connaissaient bien l'Irlande et étaient capables de s'apercevoir de la fraude. Il jugea donc qu'il lui fallait un déguisement plus exotique. Psalmanazar tira ses renseignements des rapports envoyés par les missionnaires d'Extrême-Orient dont lui avaient parlé ses professeurs jésuites et il résolut de contrefaire le converti japonais. À un moment, il décida de rendre encore plus exotique ce nouveau personnage et de devenir un « païen japonais » en affectant des habitudes bizarres comme de manger de la viande crue épicée avec de la cardamome ou de dormir en se tenant droit sur une chaise.
Ayant échoué à aller jusqu'à Rome, Psalmanazar voyagea à travers les principautés allemandes entre 1700 et 1702, et apparut vers 1702 aux Provinces-Unies où il servit comme mercenaire occasionnel. À cette époque, il avait changé de patrie d'origine, la déplaçant du Japon jusqu'à l'île moins connue de Formose (aujourd’hui Taïwan), tout en affirmant que l'île était « vassale de l'empereur du Japon » et non pas chinoise. Il avait imaginé des coutumes curieuses, comme de suivre un calendrier de son invention, de rendre un culte au Soleil et à la Lune avec des rites propitiatoires compliqués, et même de parler une langue fictive.

### William Innes
Engagé dans les troupes de l'électeur de Cologne puis du duc de Mecklembourg, Psalmanazar rencontra le pasteur écossais William Innes vers la fin de 1702. Innes, qui était chapelain du régiment écossais de L'Écluse, proclama qu'il avait converti le païen au christianisme et l'avait baptisé « George Psalmanazar », faisant référence au roi assyrien Salmanazar de la Bible. En 1703, ils partirent pour Londres via Rotterdam afin de rencontrer en Angleterre des membres du clergé anglican.

Pour James Boswell, il ne fait pas de doute que William Innes était non seulement le mentor de Psalmanazar mais également son comparse. Il en trace un portrait peu flatteur en rappelant, à propos des impostures littéraires, qu'un révérend du nom de Campbell avait adressé à Innes un manuscrit intitulé An Enquiry into the Original of Moral Virtue (« Étude sur l'origine de la vertu morale »), parce que William Innes était, tout comme lui, un homme d'Église et un Écossais. Or « Innes le publia sous son propre nom et, avant que la supercherie fût mise au jour, cela lui valut un succès considérable. » Et Boswell d'ajouter : 

« J'ai les deux ouvrages en ma possession. Innes était cet ecclésiastique qui amena Psalmanazar en Angleterre et était le complice de son extraordinaire mystification. »

De son côté, Psalmanazar a insisté dans ses Mémoires posthumes sur l'importance d'Innes qui l'aida efficacement à jouer son rôle d'« indigène de Formose ».

### Londres

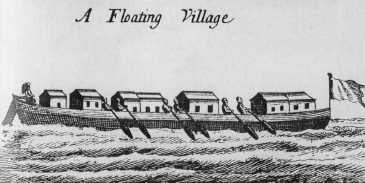
Un « village flottant » à Formose selon Psalmanazar.

Quand Psalmanazar arriva à Londres, la nouvelle de cet étranger venu de si loin et aux habitudes si exotiques eut vite fait de se répandre, et sa réputation commença à atteindre des sommets. Il faut dire qu'elle n'était pas due seulement à ses manières et à ses vêtements insolites, ni à l'intérêt grandissant que l'on avait pour les récits de voyage qui décrivaient des endroits lointains : elle jouait aussi sur le sentiment religieux anticatholique et antijésuite qui prévalait en Grande-Bretagne au début du XVIIIe siècle. Le point central de l'histoire de Psalmanazar était en effet qu'il affirmait avoir été enlevé de Formose par de méchants jésuites qui l'avaient emmené en France où il avait fermement refusé de devenir catholique. Psalmanazar se déclara bientôt un protestant qui pratiquait maintenant l'anglicanisme, et il devint le favori de l'évêque anglican de Londres et d'autres personnalités de la société londonienne. Tout en s'exprimant couramment en latin, notamment dans ses conversations avec l'archevêque Tillotson, mais aussi en anglais, Psalmanazar offrit à l'évêque Compton une traduction « formosane » du catéchisme anglican, que l'ecclésiastique considéra aussitôt comme l'un des « manuscrits les plus précieux de sa bibliothèque ». Sur les conseils de Psalmanazar, l'évêque Compton envisagea alors très sérieusement de convertir toute l'île de Formose à l'anglicanisme, ce qui ne fut pas du goût des Jésuites.

## LaDescription de Formose

### La publication

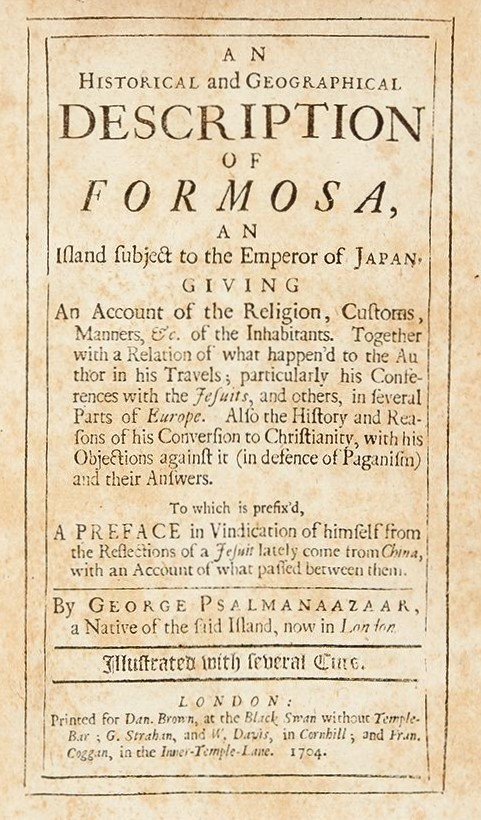
Page de titre de l'ouvrage de G. Psalmanazar

Profitant de l'intérêt croissant qu'on portait à sa vie, Psalmanazar publia en février 1704 un livre intitulé Description historique et géographique de Formose, île vassale de l'Empereur du Japon, et nanti d'une autobiographie imaginaire en guise d'introduction. L'ouvrage, qui eut un grand retentissement et fut traduit en plusieurs langues, prétendait donner une description détaillée des us et coutumes de Formose, de sa géographie et de son économie politique, de sa langue et de son alphabet, ou encore de sa religion, mais il s'agissait en réalité d'une invention complète de l'auteur. Les « faits » qu'on trouvait dans le livre étaient un amalgame d'autres relations de voyage ; ils étaient surtout influencés par des récits sur les civilisations aztèque et inca du Nouveau Monde et par des descriptions embellies du Japon. L'Utopie de Thomas More peut aussi avoir fourni une part de l'inspiration. 

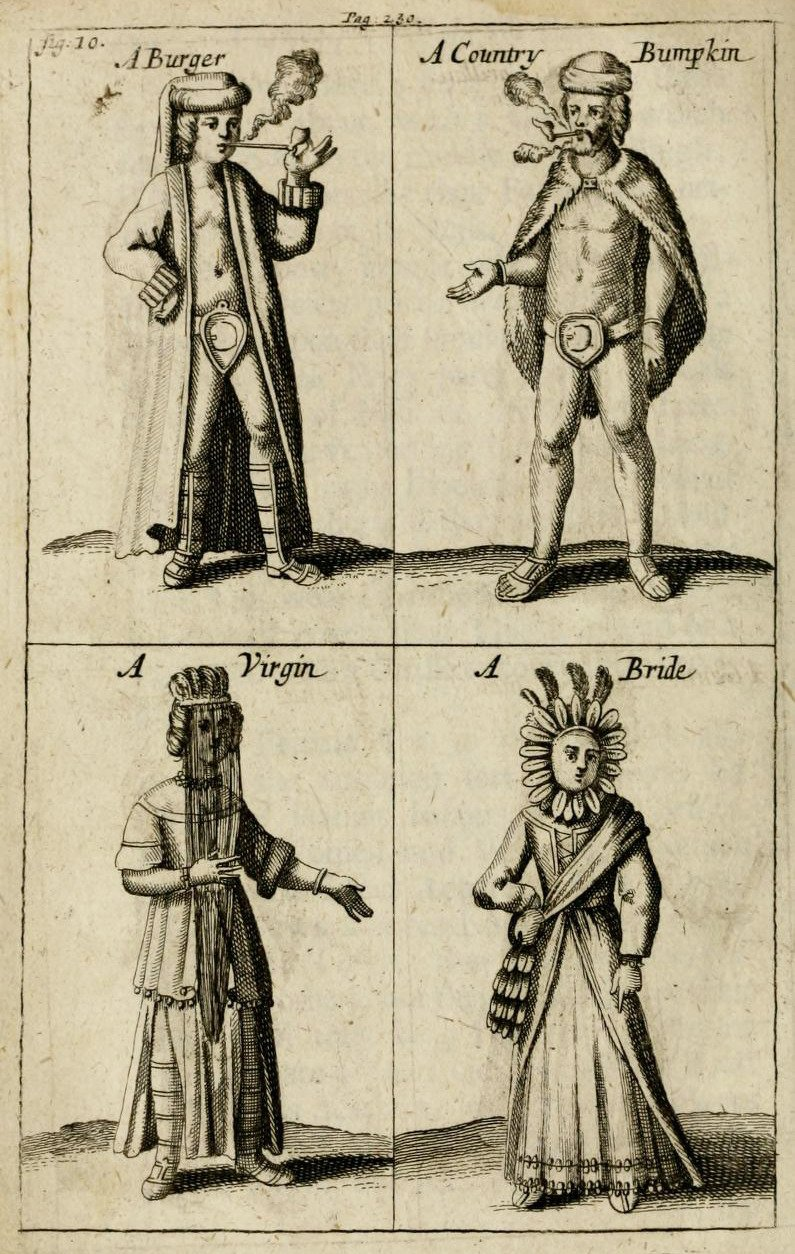
Les « Formosans ».

À en croire Psalmanazar, Formose était un pays prospère avec une capitale appelée « Xternetsa ». L'île elle-même, en langue « indigène », se nommait « Gad Avia, de Gad, "Beau", et de Ivia, "Île" », tandis que les Chinois l'appelaient « Pacando ». C'était « l'une des plus Plaisantes et Excellentes de toutes les Îles Asiatiques ». Les hommes en allaient presque nus, une plaque d'or ou d'argent couvrant leur intimité. Leur aliment principal était un serpent qu'ils chassaient avec des branches. Les Formosans étaient polygames et les maris avaient le droit de manger leurs femmes si elles étaient infidèles. Ils exécutaient les meurtriers en les accrochant la tête en bas et en les criblant de flèches. Chaque année, ils sacrifiaient aux dieux les cœurs de 18 000 jeunes garçons et les prêtres mangeaient les corps. Ils utilisaient des chevaux et des chameaux pour les transports importants, ainsi que des éléphants, des hippopotames et des rhinocéros apprivoisés, et habitaient sous terre dans des maisons circulaires.
Le livre décrivait aussi la langue et l'alphabet de Formose et, ce qui est important en l'affaire, c'est qu'il s'agit d'un des premiers exemples de langue construite. Ses efforts dans ce domaine se révélèrent si convaincants que les grammairiens allemands faisaient  figurer des échantillons de son prétendu « alphabet formosan » dans les livres de langues au XVIIIe siècle, même longtemps après que son imposture eut été démasquée. Voici un exemple d'une de ses traductions, un Notre Père datant de 1703 :

« Amy Pornio dan chin Ornio vicy, Gnayjorhe sai Lory, Eyfodere sai Bagalin, jorhe sai domion apo chin Ornio, kay chin Badi eyen, Amy khatsada nadakchion toye ant nadayi, kay Radonaye ant amy Sochin, apo ant radonern amy Sochiakhin, bagne ant kau chin malaboski, ali abinaye ant tuen Broskacy, kens sai vie Bagalin, kay Fary, kay Barhaniaan chinania sendabey. Amien. »

### Le retentissement

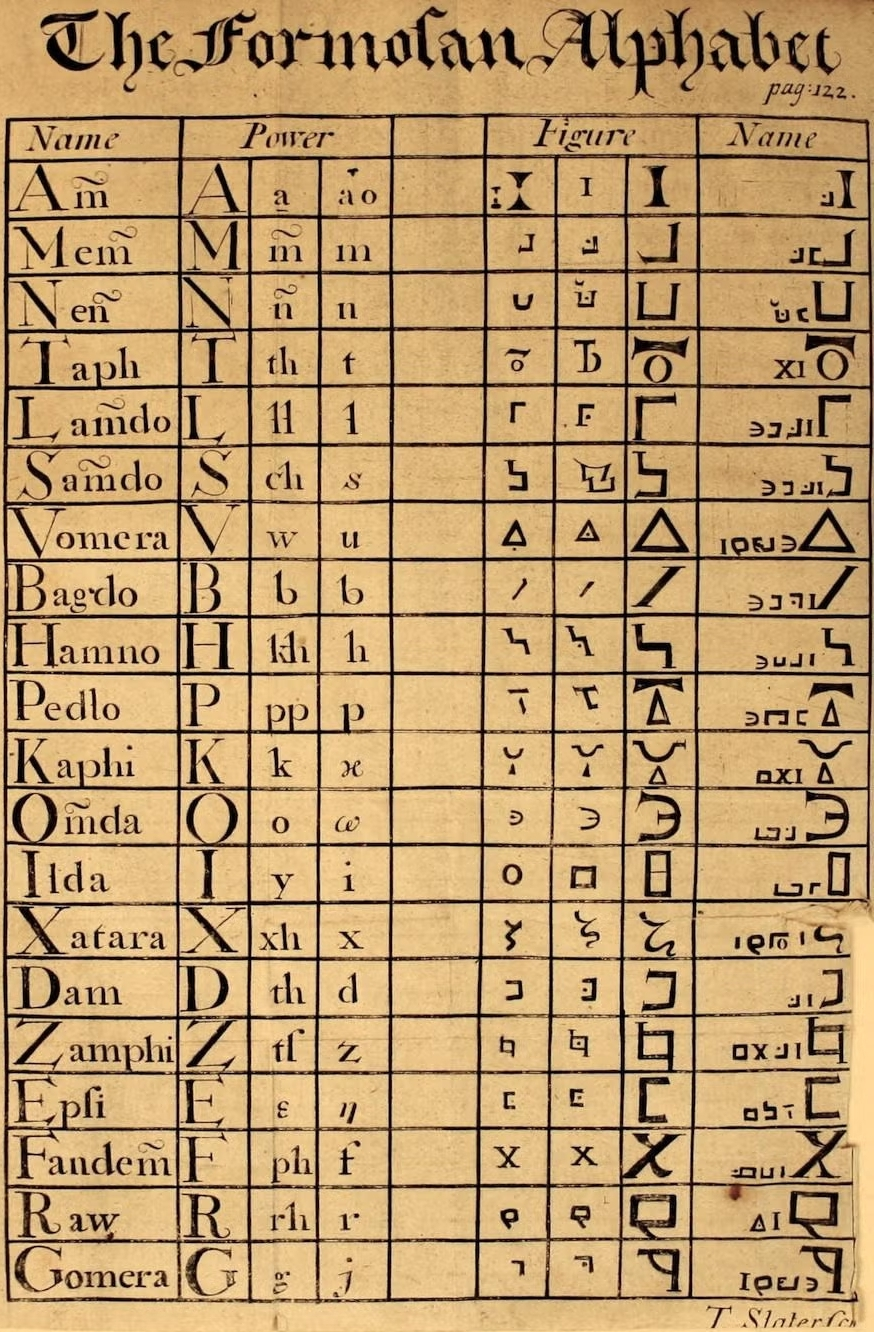
L'alphabet « formosan ».

Le livre de Psalmanazar connut un succès incomparable. On en publia deux éditions anglaises, une traduction française et une traduction allemande. Après sa publication, l'auteur fut invité à faire un cours sur la culture et la langue de Formose devant plusieurs sociétés savantes, et on proposa même de lui confier un cours à l'université d'Oxford. Il y enseigna durant environ six mois au collège de Christ Church. Dans la plus fameuse de ces conférences, Psalmanazar parla devant la Royal Society, où il s'opposa à Edmond Halley.
À cette époque, Psalmanazar fut souvent mis en question par les sceptiques mais la plupart du temps, il trouvait le moyen de répondre aux critiques sur ses affirmations essentielles. Il expliquait, par exemple, que la pâleur de sa peau venait du fait qu'à Formose les classes dirigeantes vivaient sous terre. Son principe, ainsi qu'il l'avoua par la suite, était de ne jamais revenir sur ses allégations, même lorsqu'il s'apercevait qu'elles n'étaient pas plausibles. Quant aux jésuites qui avaient effectivement vécu à Formose comme missionnaires, on refusait de les croire en raison des préjugés antijésuites en Grande-Bretagne.
Finalement Innes partit pour le Portugal, nommé aumônier général des forces anglaises à titre de récompense pour avoir converti Psalmanazar au christianisme. Entre-temps, Psalmanazar avait développé une accoutumance à l'opium et s'était impliqué dans plusieurs affaires commerciales qui avaient mal tourné, parmi lesquelles une tentative avortée de commercialiser des éventails décorés qu'il prétendait venus de Formose. Ses affirmations rencontraient de moins en moins de crédit, d'autant que d'autres sources commençaient à les contredire.

## Après l'imposture

### Du déclin à la conversion

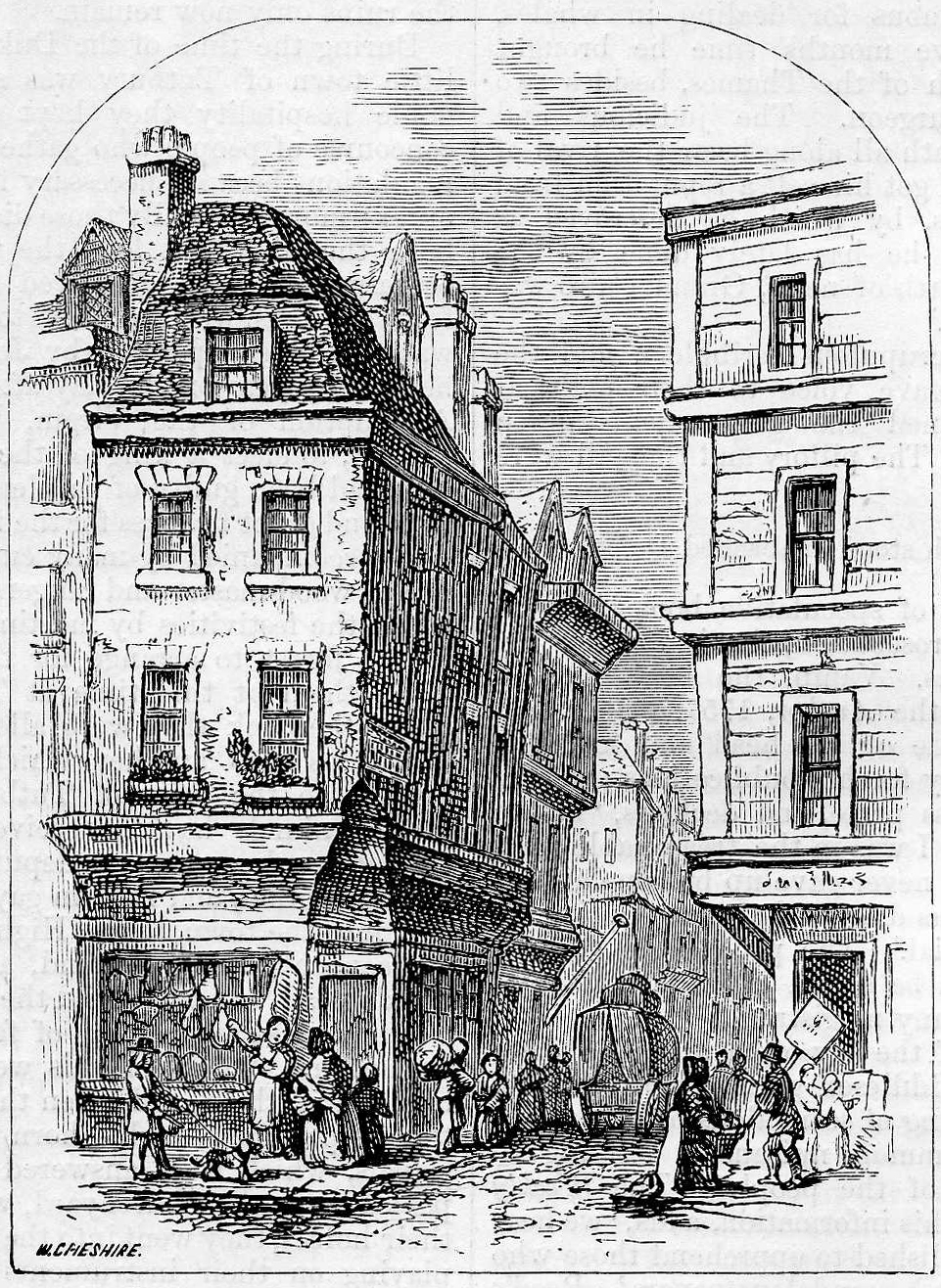
Grub Street.

Psalmanazar défendit son imposture plus mollement puis, à partir de 1706, il l'avoua, d'abord à des amis et ensuite au grand public. À vrai dire, la société londonienne s'en était largement lassée et l'« engouement pour le Formosan » était bien retombé.
Durant les années suivantes, Psalmanazar travailla quelque temps comme employé de bureau dans un régiment jusqu'à ce que des hommes d'Église lui donnent de l'argent pour étudier la théologie. Après quoi, il se mêla – de façon bien modeste – au milieu littéraire de Grub Street, rue populaire de la Cité de Londres où se côtoyaient les libraires, les petits éditeurs, les écrivains publics et les poètes pauvres. Il apprit le syriaque et l'hébreu, fut coauteur d'une General History of Printing (Histoire générale de l'imprimerie) publiée en 1732 et contribua à un certain nombre d'articles de la Universal History (Histoire universelle).
Il collabora même au livre Geography of the World et y écrivit sur Formose telle qu'elle était exactement, critiquant sans ménagement le canular dont il avait été responsable. À cette époque, il semble qu'il ait de plus en plus versé dans la piété et qu'il ait désavoué ses impostures de jeunesse. Le point culminant de cette dévotion toute nouvelle fut la publication anonyme d'un recueil d'essais théologiques en 1753.
Cette dernière partie de sa vie, moins glorieuse que sa carrière de mystificateur, vit quelques événements remarquables, parmi lesquels l'amitié paradoxale entre Psalmanazar assez âgé et Samuel Johnson, de trente ans son cadet, qui travaillait en même temps que lui comme petit écrivain à gages de Grub Street. Johnson passait volontiers le chercher et tous deux avaient « coutume de [se] retrouver dans une taverne de la Cité » située dans Old Street. Johnson « révérait » la « piété » de Psalmanazar, qu'il n'eût pas plus contredit qu'il n'eût « contredit un évêque », et « voyait en [lui] le meilleur homme qu'il eût jamais rencontré ». Plus tard, il rappela que Psalmanazar était réputé dans son entourage comme un individu un peu excentrique mais un saint homme. « Il était si connu et si estimé qu'il était bien rare que quelqu'un, fût-ce un enfant, le vît passer sans montrer pour lui des signes de respect », disait-il.
Avant sa mort, en Angleterre, il recevait d'un admirateur une pension annuelle de 30 livres (soit le salaire d'un manœuvre).
Durant ses dernières années, Psalmanazar écrivit l'ouvrage sur lequel repose une grande partie de ce que l'on connaît de lui : les Mémoires de ** **, connu communément sous le nom de George Psalmanazar, qui se disait un indigène de Formose. Le livre fut publié après la mort de l'auteur. Ces mémoires omettent son nom réel, qui reste inconnu mais ils contiennent une abondance de détails sur sa jeunesse et sur la façon dont il a mené ses impostures.

### Le monde littéraire

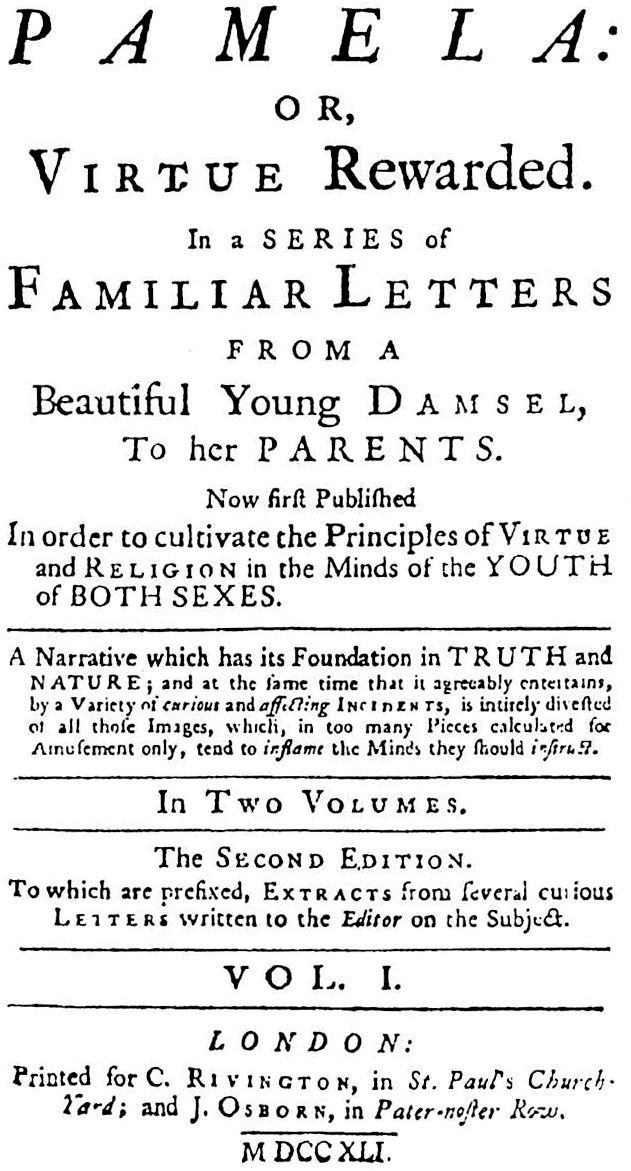
Page de titre de Paméla.

Psalmanazar est mentionné par un certain nombre de figures importantes de la littérature britannique de son époque. Dans sa Modeste Proposition, parue en 1729, Swift se moque en passant de Psalmanazar, en citant de façon ironique « le fameux Salamanaazor, cet Indigène de l'île de Formosa, qui est venu de là-bas jusqu'à Londres il y a vingt ans de cela » et en le présentant comme un des grands partisans du cannibalisme. Par ailleurs, il semble bien que dans les premiers mois de 1741, Psalmanazar envoya au romancier Samuel Richardson, qui ne lui avait rien demandé, quarante pages manuscrites où il essayait de continuer l'intrigue du roman épistolaire de ce dernier, Paméla ou la Vertu récompensée, qui avait eu un immense succès. Richardson paraît avoir été désorienté, jugeant cette suite de Psalmanazar « ridicule et peu vraisemblable ».
Pour finir, un roman de Tobias Smollett fait une allusion malicieuse à « Psalmanazar, qui, après avoir pendant un demi-siècle travaillé péniblement au moulin littéraire avec toute la simplicité et la sobriété d'un Asiatique, subsiste grâce à la charité de quelques libraires, qui suffit tout juste à le préserver de l'hospice. »
 

Dans son ouvrage Curiosities of Literature, publié à partir de 1791, Isaac D'Israeli évoque Psalmanazar en ces termes : 

« George Psalmanazar, à qui nous devons une part importante de la grande Universal History, surpassa par ses talents d'illusionniste les plus illustres imposteurs du monde littéraire. Son Île de Formose était une supercherie éminemment audacieuse qu'il maintint avec autant de bonheur que d'érudition ; considérable dut être cette érudition capable de forger de toutes pièces une langue et sa grammaire, et fertile le génie qui inventa l'histoire d'un peuple inconnu. On dit que l'imposture ne fut établie avec certitude que grâce à ses aveux repentants. Il avait défié et abusé les esprits les mieux instruits. »

#### Témoignages
- (en) James Boswell, Life of Johnson, Oxford University Press, 1980
- (fr) James Boswell, Vie de Samuel Johnson, L'Âge d'homme, 2002
- (fr) Hester Thrale, Souvenirs et anecdotes sur Samuel Johnson, Anatolia/Le Rocher, 2005

#### Essais
- Guy Bechtel et Jean-Claude Carrière, Le Livre des bizarres, Robert Laffont, 1981
- Abel Chevalley, Histoires extraordinaires, Gallimard, 1936
- (en) Paul Collins, Banvard's folly, 2001, trad. fr. de L. Leforestier, La Folie de Banvard, chap. 7, "Psalmanazar", Le Promeneur, 2008, pp. 161-192.
- (en) Isaac D'Israeli, Curiosities of Literature, 1791-1823
- (en) Frederic J. Foley, The Great Formosan Impostor, Jesuit Historical Institute, New York, 1968
- Jules Lefèvre-Deumier, Célébrités anglaises, essais et études biographiques et littéraires, 1895
- Rodney Needham, Exemplars, Berkeley, Universty of California Press, 1985.
- (en) Richard M. Swiderski, The False Formosan : George Psalmanazar and the Eighteenth-Century Experiment of Identity, San Francisco, Mellen Research University Press, 1991
- Augustin Thierry, Les Grandes Mystifications littéraires, 2e série, Plon, 1913
- Bernard Traimond, Vérités en quête d'auteurs. Essai sur la critique des sources en anthropologie, Bordeaux, William Blake and C°/ARTS & ARTS, 2000.

#### Articles et conférences
- (de) Werner Fuld, George Psalmanazar, in Ders. : Das Lexikon der Fälschungen. Frankfurt a. M. 1999, p. 214-216  (ISBN 3-8218-1444-6)
- (de) Herbert Heckmann, George Psalmanazars Formosa, in Karl Corino: Gefälscht. Reinbek 1992, p. 174-183
- (en) Jack Lynch, Orientalism as Performance Art: The Strange Case of George Psalamanazar, conférence donnée au CUNY Seminar on Eighteenth-Century Literature, 29 janvier 1999